# 奥雷利奥 (罗马)
奥雷利奥（Q. XIII Aurelio）是意大利罗马的第 13新城分区（''quartieri''），由首字母Q. XIII标识。

## 名胜
- 圣额我略七世堂
- 圣庞加爵门